# John Marlborough East
John Marlborough East (1860–1924) foi um ator de teatro e cinema britânico. Ele foi um dos fundadores do Neptune Studios em Borehamwood, que é hoje o site de Elstree Studios. No entanto, sua carreira rapidamente declinou. Ele fez a sua última atuação em 1924, no filme Owd Bob, e faleceu no mesmo ano.

## Filmografia selecionada
- Little Lord Fauntleroy (1914)
- The Harbour Lights (1914)
- Enoch Arden (1914)
- The Little Minister (1915)
- The Coal King (1915)
- The Manxman (1917)
- The Land of Mystery (1920)
- The Woman of His Dream (1921)
- Kipps (1921)
- The Bargain (1921)
- The Glorious Adventure (1922)
- Constant Hot Water (1923)
- Owd Bob (1924)